# Dennis Peng
Dennis Peng (Condado de Hsinchu, 29 de mayo de 1961) es un periodista, productor de televisión. Peng es doctora en Comunicación de Masas por la Universidad de Wisconsin-Madison y ex profesor de la Universidad de Taiwán. Es presentador de noticias del programa La verdadera voz de Taiwán en Medio económicos y políticos.
Peng se encuentra prófugo en Estados Unidos desde 2019, después de que fuera acusado de difamación a la presidenta por declarar que el doctorado que Tsai Ing-wen obtuvo en la Escuela de Economía de Londres era falso.